# Liberdade política

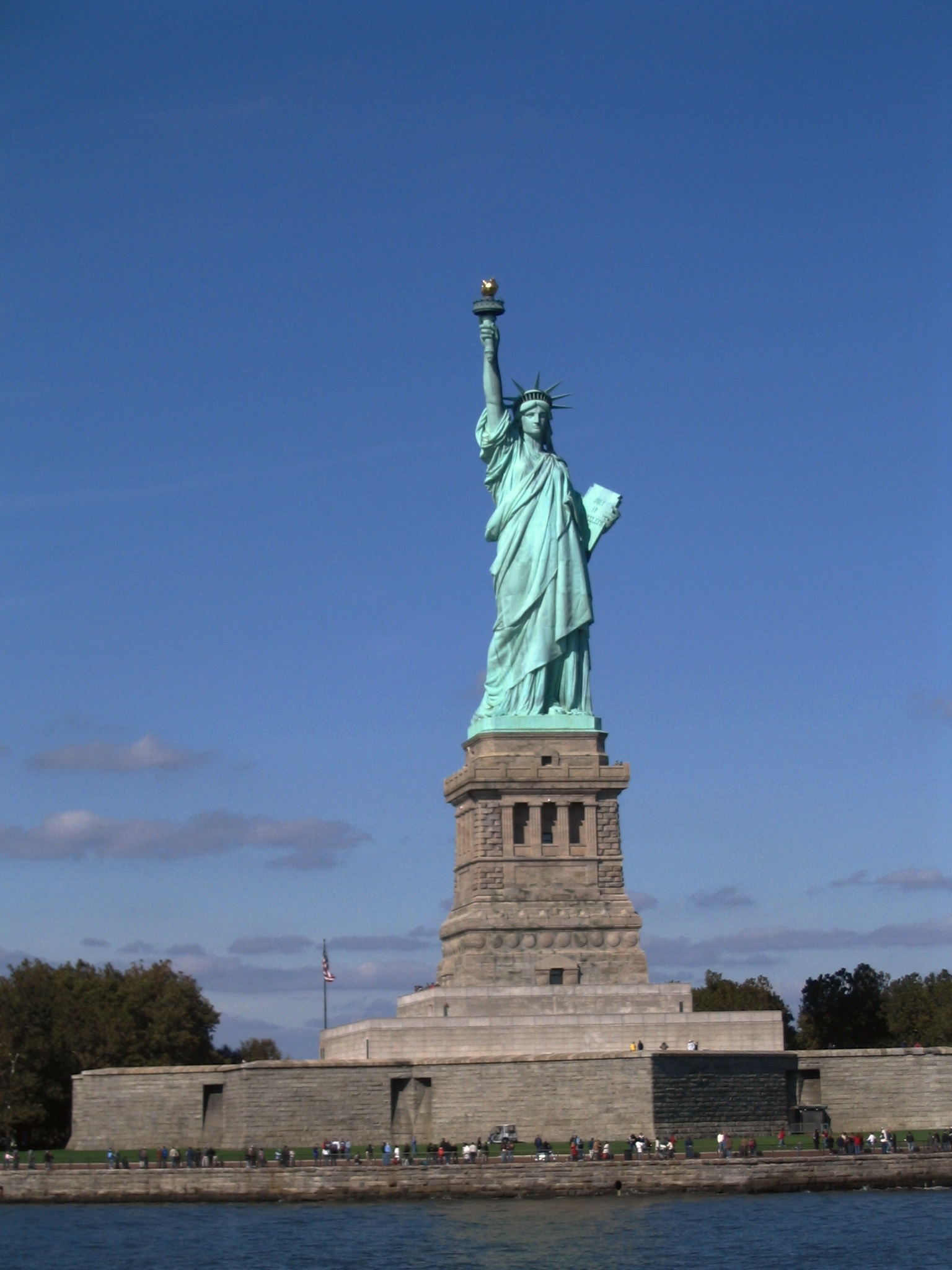
A Estatua da Liberdade,ícone da liberdade e dos Estados Unidos

Liberdade política (também conhecida como autonomia política ou ação política) é um conceito central na história ocidental e do pensamento político e uma das características mais importantes (reais ou ideais) das sociedades democráticas. Ela foi descrita como uma relação livre de opressão ou coerção; a ausência de condições incapacitantes para o indivíduo e para o cumprimento de condições propícias; ou a ausência de condições vividas de compulsão, por exemplo, compulsão econômica, em uma sociedade. Embora a liberdade política seja muitas vezes interpretada negativamente, como a liberdade de restrições externas irracionais sobre a ação, também pode se referir ao exercício positivo de direitos, capacidades e possibilidades de ação, e o exercício de direitos sociais ou de grupos. O conceito também pode incluir a liberdade de restrições "internas" sobre a ação política ou da fala (por exemplo, conformidade social, de consistência, ou de comportamento "inautêntico"). O conceito de liberdade política está intimamente ligado com os conceitos de liberdades civis e direitos humanos, que em sociedades democráticas são normalmente oferecidas a proteção legal do Estado.